# Camila Farani
Camila Farani (Rio de Janeiro, 6 de maio de 1981), é uma empresária, empreendedora, colunista e  investidora brasileira,  sendo a maior investidora deste segmento no Brasil.
Farani também trabalha como colunista na Gazeta do Povo, O Estado de S. Paulo. e na Forbes. Camila Farani é um dos “tubarões” do Shark Tank Brasil.

## Premiações
| Ano  | Organização  | Recipiente(s) | Categoria               | Resultado |
| ---- | ------------ | ------------- | ----------------------- | --------- |
| 2022 | Prêmio iBest | Ela mesma     | Influenciadora Linkedin | TOP3      |
| 2023 | Prêmio iBest | Ela mesma     | Influenciadora Linkedin | TOP3      |